# Prairie Heights
Midland – jednostka osadnicza w Stanach Zjednoczonych, w stanie Waszyngton, w hrabstwie Pierce.